# ارباخ (ویلدنباخ)
ارباخ (به آلمانی: Arbach) یک رود در آلمان است که در نوردراین-وستفالن واقع شده‌است.